# Blaesoxipha setigera
Blaesoxipha setigera är en tvåvingeart som först beskrevs av Aldrich 1916.  Blaesoxipha setigera ingår i släktet Blaesoxipha och familjen köttflugor. Inga underarter finns listade i Catalogue of Life.